# Shottermill
Shottermill – wieś w Anglii, w hrabstwie Surrey, w dystrykcie Waverley. Leży 64 km na południowy zachód od centrum Londynu.